# Juliusz Małachowski
Juliusz Małachowski herbu Nałęcz (ur. 1801, zm. 18 kwietnia 1831 w Kazimierzu Dolnym) – hrabia, polski pułkownik, poeta.

## Życiorys
Był najmłodszym synem generała Stanisława Aleksandra Małachowskiego i Anny Stadnickiej, bratem Gustawa i Henryka.
Związany ze sprzysiężeniem Piotra Wysockiego, którego był emisariuszem do Galicji.
Walczył w czasie powstania listopadowego. Dowodził w nim 2 Batalionem Strzelców Celnych, który zorganizował własnym kosztem. Odznaczył się brawurową akcją ataku na koszary rosyjskie w Puławach 26 lutego 1831, zasłynął również podczas bitwy pod Puławami 3 marca tegoż roku. 7 marca 1831 roku odznaczony Krzyżem Złotym Orderu Virtuti Militari. Wziął także udział w wyprawie Jana Kantego Juliana Sierawskiego na rosyjski korpus Kreutza, walcząc kolejno 17 kwietnia pod Wronowem, gdzie natarciem odwodów uratował wojska polskie od klęski, oraz 18 kwietnia pod Kazimierzem Dolnym. Podczas tej ostatniej poniósł śmierć, dowodząc kontratakiem kosynierów.
Został pochowany w rodzinnym grobowcu w Końskich.
Na cześć Juliusza Małachowskiego jego imieniem został nazwany wąwóz, w którym poległ w Kazimierzu Dolnym.